# Карпогоры-Пассажирские
Карпогоры-Пассажирские — железнодорожная станция Архангельского региона Северной железной дороги.
Находится в Пинежском районе Архангельской области, на 213 км линии Архангельск-Город — Карпогоры-Пассажирские. Рядом находится посёлок Междуреченский Междуреченского сельского поселения.
Является конечным пунктом линии общего пользования от станции Архангельск-Город. Далее железная дорога продолжается как подъездной путь ещё на 32 километра до станции в посёлке Шангас.